# Мунозеро (озеро, Карелія)

Му́нозеро (карел. Mund’ärvi) — озеро в Кондопозькому районі Республіки Карелія.

## Загальний опис
Котловина тектонічного походження.
Озеро складається з чотирьох плес. На озері 6 островів загальною площею 0,2 км.
Береги піднесені, кам'янисті. Дно замулене, в прибережній зоні ґрунти кам'янисті.
Живлення через лісовий струмок у південній частині, стік — річка Мунозерка, що впадає в озеро Пертозеро.
Вища водна рослинність представлена чагарниками очерету та рдестів.
В озері мешкають ряпушка, плотва, окунь, щука, лящ, минь, йорж.